# Songnation
songnation（ソングネイション）は、日本の音楽プロデューサー・小室哲哉と松浦勝人による音楽プロジェクトである。song+nationとも表記される（読みは同じ）。

## 概要
アメリカ同時多発テロ事件を受けて、音楽を通じて問題提起をしたいと考えた小室哲哉が、エイベックス専務取締役（当時）の松浦勝人と協力して立ち上げたチャリティープロジェクトである。「世界の平和と子供たちのためのチャリティーCD」というコンセプトのもと、小室がエイベックス所属のアーティストに楽曲を書き下ろし、「songnation」名義で発売したCDの売上の一部を国際連合本部に寄付するという取り組みである。
プロジェクト名の『songnation』には「歌、音楽というもので、国家、国籍などは関係なくあらゆるものがつながっていく、つなげていきたい」という意味が込められている。
企画ではアーティスト・クリエイターとしての希望が取り入れられ、皆が無償で協力を申し出た。浜崎あゆみは自身が尊敬するKEIKOとのセッションを希望し、安室奈美恵は「ラッパーと楽曲を作りたい」等の意向が反映され、普段は聞けない・見られないコラボレーションが実現した。それはチャリティーにありがちな偽善的な匂いを払拭すると同時に純粋に作品としてリスナーを楽しませる効果もあった。
小室は対等なコラボレーションを行うために、希望したアーティストには既に完成していた小室の楽曲に後付けで歌詞を付けさせた。
2001年12月に、当プロジェクトのシングルを3週連続で発売した。第1弾シングルは浜崎あゆみとKEIKOがコラボした「a song is born」、第2弾は倖田來未とBoAがコラボした「the meaning of peace」、第3弾は安室奈美恵とVERBALがコラボした「lovin' it」であった。この3組は同年12月28日放送の『ミュージックステーションスーパーライブ』で一夜限りのライブを行った。
2002年1月には、先行シングル3枚を含むアルバム『VARIOUS ARTISTS FEATURING songnation』を発売し、チャリティープロジェクトとしては一区切りを迎えた。同年3月には、当プロジェクトの楽曲をリミックスしたアルバム『songnation2 trance』が発売し、同日にはglobeの楽曲をリミックスしたシングル「Many Classic Moments Remix」を当プロジェクト名義で発売した。

## 参加アーティスト
- 安室奈美恵
- KEIKO（globe）
- 倖田來未
- TRF
- 伴都美子（Do As Infinity）
- 浜崎あゆみ
- HΛLNA（HΛL）
- VERBAL（m-flo）
- BALANCe
- hitomi
- BoA
- 持田香織（Every Little Thing）

以下はリミックス作品にのみ参加したアーティストである。
- globe
- move
- zento

## ディスコグラフィ

### シングル
1. 「a song is born」 - 浜崎あゆみ＆KEIKO名義（2001年12月12日発売）
2. 「the meaning of peace」 - 倖田來未＆BoA名義（2001年12月19日発売）
3. 「lovin' it」 - 安室奈美恵＆VERBAL名義（2001年12月27日発売）
4. 「Many Classic Moments Remix」 - songnation featuring globe名義（2002年3月6日発売）

### アルバム
1. 『VARIOUS ARTISTS FEATURING songnation』（2002年1月23日発売）
2. 『songnation2 trance』（2002年3月6日発売）

## VARIOUS ARTISTS FEATURING songnation
『VARIOUS ARTISTS FEATURING songnation』（ヴァリアス・アーティスツ・フィーチャリング・ソングネイション）は、songnationの1枚目のコンピレーション・アルバム。2002年1月23日にavex traxから発売された。

### 内容
初回限定盤のジャケットには、『もう一度だけ思い出して　そしてどうか忘れないで　全てがこの地球にある　何ができるの？私には？　何かの役にたてるなら　話してね　聞かせてね　すれちがい広がる人との狭間　大事な人がそばにいること　忘れちゃいけないこと　おぼえておこうよ』と点字で打たれた特別仕様となっている。
オリコンチャート初登場1位を獲得した。翌週の1位はこのアルバムに参加しているhitomiの『huma-rhythm』であった。
2025年現在は廃盤となっており、各種音楽配信サービスでも取り扱われていない。しかし、当作品の収録曲の大半は別のアルバムに収録される形で配信されているほか、一部の楽曲は曲単位での配信も行われている。

### 収録曲
| 全作曲・編曲: 小室哲哉。 |                                         |                  |            |      |
| #                        | タイトル                                | 作詞             | 作曲・編曲 | 時間 |
| 1.                       | 「a song is born」(浜崎あゆみ＆KEIKO)   | 浜崎あゆみ       | 小室哲哉   | 6:08 |
| 2.                       | 「the meaning of peace」(倖田來未＆BoA) | 小室哲哉         | 小室哲哉   | 5:00 |
| 3.                       | 「lovin' it」(安室奈美恵＆VERBAL)       | 小室哲哉・VERBAL | 小室哲哉   | 5:03 |
| 4.                       | 「in case of me」(持田香織)             | 小室哲哉         | 小室哲哉   | 6:11 |
| 5.                       | 「again」(伴都美子)                     | 伴都美子         | 小室哲哉   | 6:13 |
| 6.                       | 「My Planet」(hitomi)                   | hitomi           | 小室哲哉   | 4:48 |
| 7.                       | 「DO OVER AGAIN」(HΛLNA)                | HΛLNA            | 小室哲哉   | 4:13 |
| 8.                       | 「One Nation」(TRF)                     | 原田憲・三原真紀 | 小室哲哉   | 6:55 |
| 9.                       | 「GET INTO YOU SUDDENLY」(BALANCe)      | 小室みつ子       | 小室哲哉   | 5:25 |
| 10.                      | 「Lights brought the future」(KEIKO)    | 小室哲哉         | 小室哲哉   | 5:34 |
| 合計時間:                | 合計時間:                               | 合計時間:        | 55:30      |      |

### 楽曲解説
1. a song is born（浜崎あゆみ＆KEIKO） 
第1弾先行シングル。特に表記はないがアルバムバージョンである。
2. the meaning of peace（倖田來未＆BoA）
第2弾先行シングル。
3. lovin' it（安室奈美恵＆VERBAL）
第3弾先行シングル。
4. in case of me（持田香織）
5. again（伴都美子）
6. My Planet（hitomi）
今作の後に発売したhitomiのシングル「Understanding」にも収録されている。
7. DO OVER AGAIN（HΛLNA）
8. One Nation（TRF）
2000年以降、新曲のリリースが途絶えていたTRFにとって久しぶりの新曲であり、今作の後に発売したアルバム『Lif-e-Motions』にも収録されている。なお、この楽曲は以前に小室がzento（TRFのSAMがオーガナイザーを務めるユニット）に提供した楽曲である「extasy of nature」（未発売曲）の歌詞を差し替えたものである。
9. GET INTO YOU SUDDENLY（BALANCe）
2000年に発売されたBALANCeの2枚目のシングル。特に表記はないがアルバムバージョンである。
10. Lights brought the future（KEIKO）
今作の後に発売したglobeの7枚目のアルバム『Lights』には、アレンジを変更してマーク・パンサーのラップを追加したバージョンで収録されている。

### クレジット

#### レコーディング・メンバー
a song is born（#1）
- 小室哲哉 : All instruments performed

the meaning of peace（#2）
- 小室哲哉 : Performed
- 松尾和博 : Guitars

lovin' it（#3）
- 小室哲哉 : Performed
- Will Wheaton : Background Vocals
- Terry Bradford : Background Vocals
- Alex Blown : Background Vocals
- Maxayn Lewis : Background Vocals

in case of me（#4）
- 小室哲哉 : All instruments performed

again（#5）
- 小室哲哉 : Performed
- 松尾和博 : Guitars

My Planet（#6）
- 小室哲哉 : Performed
- 浜野和子 : Background Vocal
- 松尾和博 : Guitars

DO OVER AGAIN（#7）
- 小室哲哉 : All instruments performed

One Nation（#8）
- 小室哲哉 : Performed
- DJ DRAGON : Performed

GET INTO YOU SUDDENLY（#9）
- tatsumaki : Performed

Lights brought the future（#10）
- 小室哲哉 : All instruments performed

#### スタッフ
- Organized : 小室哲哉, 松浦勝人
- Mixed : Dave Way, Chris Puram
- Mastered : 前田康二
- Engineered : Eddie Delena, 若公俊広, Chris Puram, 佐竹央行, 辻元宏, 稲田範紀, 関根青磁, 渡辺修一, 井上剛, 中村文俊, 竹原具隆, 安田行憲
- Engineering assisted : Tim Le Blanc, Lan Blanch, あべゆうすけ
- Synthesizer programming : 岩佐俊秀, 松本零士, 村上章久, 溝口和彦

## songnation2 trance
『songnation2 trance』（ソングネイションツー・トランス）は、songnationの2枚目のコンピレーション・アルバム。2002年3月6日にavex traxから発売された。

### 内容
前作『VARIOUS ARTISTS FEATURING songnation』の収録曲を中心に構成されているリミックスアルバムである。tatsumaki（小室哲哉とDJ DRAGONのユニット）によって、全曲がトランス・ミュージックにアレンジされている。
今作では、TRFやBALANCeなどが参加するクラブイベントおよび音楽ユニットである「zento」がオーガナイザーを務めている。
CD-EXTRA2枚組であり、1枚目にzentoのオーガナイザーであるSAM（TRF）のコメント、2枚目にzentoのプロモーション・ビデオが収録されている。また、当作品には応募券が封入されており、応募者抽選特典として2001年末に開催されたzentoのライブ映像を収めたDVD「zento 2001-2002 COUNTDOWN at Zepp Tokyo SPECIAL DVD」が500名にプレゼントされた。
2025年現在は廃盤となっており、各種音楽配信サービスでも取り扱われていない。

### 収録曲
| #         | タイトル                                                  | 作詞                 | 作曲      | 時間  |
| --------- | --------------------------------------------------------- | -------------------- | --------- | ----- |
| 1.        | 「a song is born (tatsumaki remix)」(浜崎あゆみ＆KEIKO)   | 浜崎あゆみ           | 小室哲哉  | 11:48 |
| 2.        | 「Many Classic Moments (TK remix)」(globe)                | 小室哲哉・RAP詞:MARC | 小室哲哉  | 9:59  |
| 3.        | 「in case of me (tatsumaki remix)」(持田香織)             | 小室哲哉             | 小室哲哉  | 6:14  |
| 4.        | 「the meaning of peace (tatsumaki remix)」(倖田來未＆BoA) | 小室哲哉             | 小室哲哉  | 9:40  |
| 5.        | 「One Nation (tatsumaki remix)」(TRF)                     | 原田憲・三原真紀     | 小室哲哉  | 6:08  |
| 6.        | 「Injection (TK remix)」(zento)                           | -                    | 小室哲哉  | 9:09  |
| 7.        | 「again (tatsumaki remix)」(伴都美子)                     | 伴都美子             | 小室哲哉  | 7:27  |
| 合計時間: | 合計時間:                                                 | 合計時間:            | 合計時間: | 60:25 |

| #         | タイトル                                             | 作詞             | 作曲      | 時間  |
| --------- | ---------------------------------------------------- | ---------------- | --------- | ----- |
| 1.        | 「Lights brought the future (TK remix)」(KEIKO)      | 小室哲哉         | 小室哲哉  | 10:33 |
| 2.        | 「My Planet (tatsumaki remix)」(hitomi)              | hitomi           | 小室哲哉  | 7:16  |
| 3.        | 「Romancing Train (tatsumaki remix)」(move)          | motsu            | t-kimura  | 10:07 |
| 4.        | 「lovin' it (tatsumaki remix)」(安室奈美恵＆VERBAL)  | 小室哲哉・VERBAL | 小室哲哉  | 7:16  |
| 5.        | 「DO OVER AGAIN (tatsumaki remix)」(HΛLNA)           | HΛLNA            | 小室哲哉  | 7:11  |
| 6.        | 「GET INTO YOU SUDDENLY (tatsumaki remix)」(BALANCe) | 小室みつ子       | 小室哲哉  | 6:37  |
| 7.        | 「a song is born (globe version)」(小室哲哉)         | 浜崎あゆみ       | 小室哲哉  | 10:18 |
| 合計時間: | 合計時間:                                            | 合計時間:        | 合計時間: | 59:18 |

### クレジット
- Produced : 小室哲哉
- Organized : zento
- Mixed & Remixed : tatsumaki
- Mixed & Remixed (TK remix & globe version) : 小室哲哉